# Lèves
Lèves is een gemeente in het Franse departement Eure-et-Loir (regio Centre-Val de Loire). Lèves telde op 1 januari 2022 5.701 inwoners. De plaats maakt deel uit van het arrondissement Chartres en van het gemeentelijk samenwerkingsverband Communauté d’agglomération de Chartres métropole.
In de gemeente ligt de voormalige abdij Notre-Dame de Josaphat.

## Geschiedenis

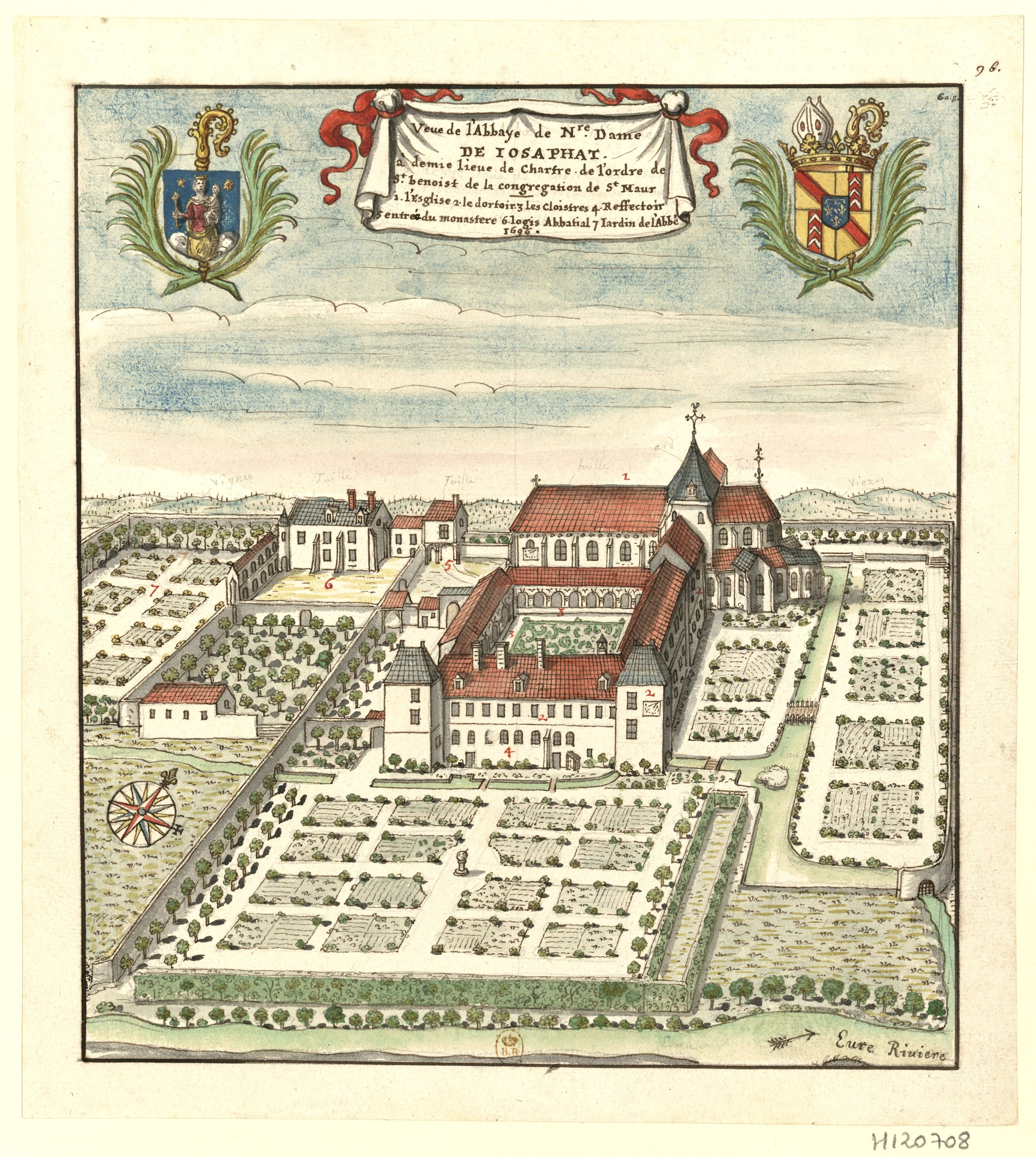
Abdij Notre-Dame de Josaphat in 1696

In 911 werd in een veldslag in Lèves het vikingleger van Rollo verslagen door een lokaal leger. In 1177 stichtten Geoffroy de Lèves, bisschop van Chartres, en zijn broer Goslein de Lèves de abdij Notre-Dame de Josaphat. In de middeleeuwen lagen op het grondgebied van de huidige gemeente enkele kleine gehuchten (Le Mousseau, Chavannes, Ouarville, Longsault) die afhingen van de parochie Saint-Maurice in Chartres. In de 17e eeuw werd Lèves een zelfstandige parochie rond de parochiekerk Saint-Lazare en na de Franse Revolutie werd Lèves een gemeente.
Op 16 augustus 1944 werd er in Lèves slag geleverd tussen geallieerden en Duitsers waarbij veel gebouwen in de gemeente vernield werden, waaronder de school en de kerk Saint-Lazare. Na de oorlog groeide de bevolking sterk en werden nieuwe woonwijken gebouwd (Bois de Lèves, Hauts de Fresnay, Boissières) en groeiden de oude gehuchten aan elkaar.

## Geografie
De oppervlakte van Lèves bedroeg op 1 januari 2022 7,51 vierkante kilometer; de bevolkingsdichtheid was toen 759,1 inwoners per km².
De Eure en de Couasnon stromen door de gemeente.
De gemeente is voor het grootste deel bebouwd en telde omstreeks 2018 nog 163 ha landbouwgrond en 100 ha natuur.

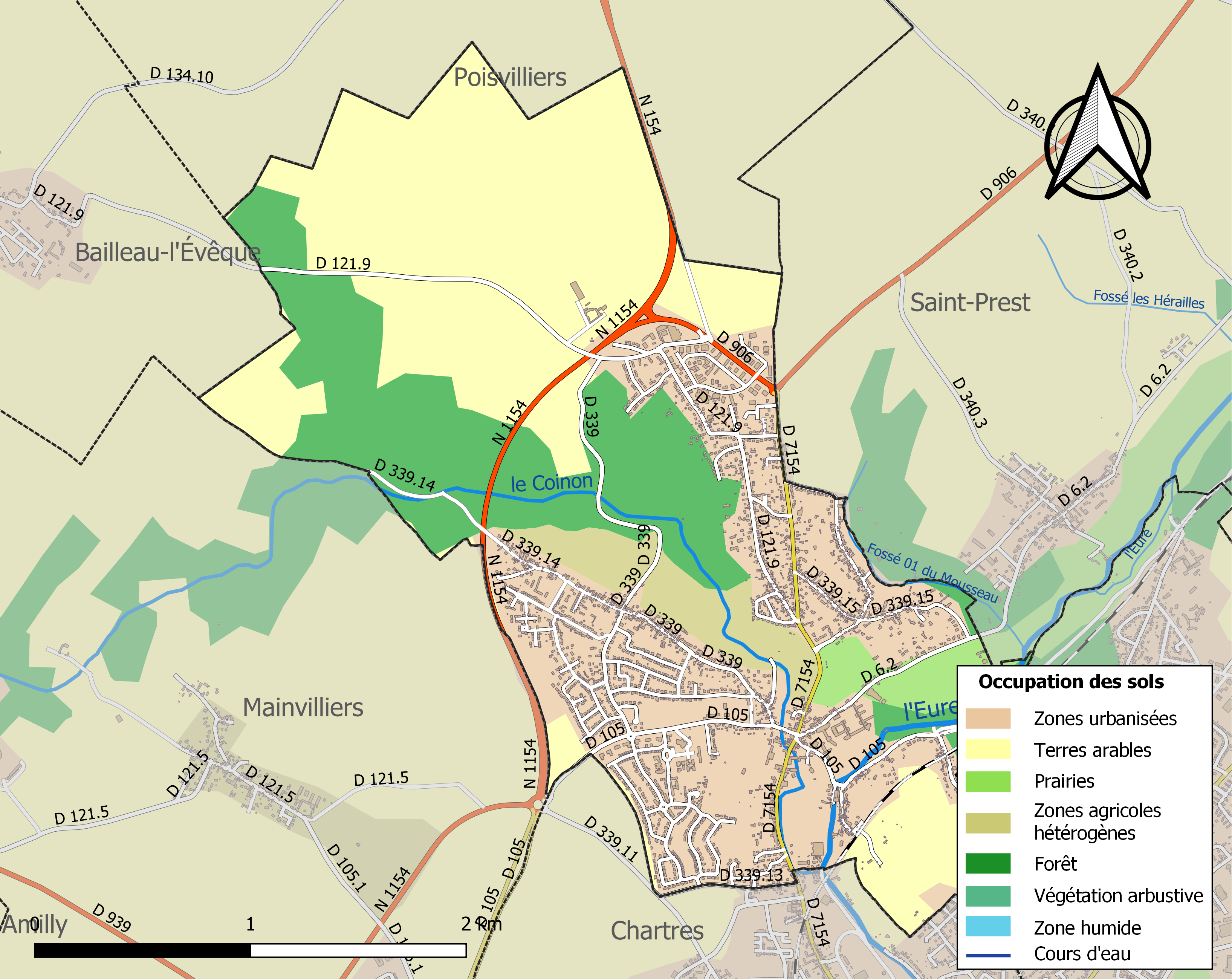
Kaart van de gemeente met belangrijkste infrastructuur, bodemgebruik en omliggende gemeenten

## Demografie
Na 2000 kende de gemeente een sterke bevolkingsgroei. Onderstaande figuur toont het verloop van het inwonertal (bron: INSEE-tellingen).